# 차인표
차인표(車仁杓, 1967년 10월 14일 ~ )는 대한민국의 배우, 영화감독이다.

## 생애
3남 1녀 중 차남인 차인표는 10대 시절부터 연기자를 꿈꿨던 터라 대학 진학 후 《장군의 아들》의 오디션을 보기도 했지만, 부모님의 권유로 어머니와 함께 미국으로 유학을 갔다. 아버지는 기업인으로 前 우성해운 회장이었던 차수웅이다.
대학교 4학년 때 연기자가 될 것을 꿈꿨지만 아들을 후계자로 생각하고 있었던 아버지 차수웅이 차인표의 친구 및 역대 서울예대 학장들과 공모해 연기자로서 가능성이 없다는 진단을 받게 했다. 결국 대학을 졸업하고 한진해운 미국지사에서 영업사원으로 근무하던 중, 어머니에게서 "네가 몇 시간 동안 얘기한 화제의 대부분이 돈이구나."라는 말을 듣고 다음날 바로 사표를 내고 귀국했다. 200여군데의 회사에 취직 원서를 냈지만 군대를 갔다오지 않았다는 이유로 취직이 되지 않았고, 그러던 중에 방송국 공채 탤런트 시험에 눈을 돌리게 되었다. SBS, KBS의 공채 시험에 연이어 탈락한 뒤  1993년 MBC 22기 공채 탤런트 시험에 합격해 《한지붕 세가족》을 통해 데뷔했다. 이후 드라마 《파일럿》에서 항공기 정비공 등 1년여간 단역으로 무명 생활을 보냈다. 단역인 탓에 '파일럿'에서는 드라마 마지막 부분 출연자 이름 나오는 곳에 차인표의 이름이 나오진 않았다. 영어 회화가 가능하다는 점과 준수한 외모, 보디빌딩으로 단련된 육체 등을 인정받아 1994년 MBC 미니시리즈 《사랑을 그대 품안에》의 강풍호 역할로 캐스팅되었다. 당시 보수적인 한국사회에서 매회 근육질 상체를 노출시키며 남성의 몸을 최초로 상업화 시켰다. 같은 해 《차인표 1집》을 발표하여 팝 발라드 가수 데뷔하였고 이어 같은 해 1994년 군 입대하여 군 복무 중인 1995년 11월에 같은 드라마에 출연했던 신애라와 결혼하였다. 그 후 슬하 1남을 두었다. 자녀는 아들 1명 무녀독남 외동아들  차정민을 두고 있다. 

## 학력
- 1980년 충암국민학교 졸업
- 1983년 연서중학교 졸업
- 1986년 충암고등학교 졸업
- 한국외국어대학교 서울캠퍼스 경제학과 중퇴
- 미국 뉴저지 럿거스 대학교 경제학과 학사

## 일화
- 차인표는 할리우드 영화 《007 어나더데이》에서 북한군 장교 문대좌 역의 캐스팅 제안을 받았으나 영화의 내용이 남북관계를 왜곡할 수 있다는 이유로 거절했다. 결국, 문대좌 역에는 차인표 대신 윌윤 리가 캐스팅되었다.
- 영화 《쉬리》의 이장길 역에 캐스팅되었으나 거절하여 송강호가 대신 맡게 되었다.
- 그가 출연하는 영화는 전부 흥행에 실패했다. 《짱》, 《아이언팜》, 《보리울의 여름》, 《목포는 항구다》등 차인표가 출연한 영화는 전부 처참한 흥행성적을 기록했다.
- 아버지가 '(주)우성해운'의 전 회장 차수웅인 것이 알려지면서 한때 재벌 2세라는 소문이 있었지만 차인표는 중학교 입학 전 부모의 이혼으로 어려운 시절을 보냈다고 밝혔다.[7] 차수웅 회장은 1990년대 초반 자녀들 중 기업 총수로서 가장 뛰어난 자질을 보인 차남 차인표에게 회사를 상속시킬 것을 계획했었지만 차인표는 연기자의 길을 택했고, 2004년 차인표를 포함한 3남 1녀가 모두 경영권을 포기했다.[8] 차인표는 이와 관련해 "회사에 근무한 적도 없고, 해운업에 대해서 아무 것도 모르는 내가 경영권을 물려받을 수는 없다."고 말했다. 결국 우성해운의 경영권은 차수웅의 자녀가 아닌 2대 주주 겸 전문경영인이 차지하게 되었다.
- 정치인이 된다면 국회의원을 해보고 싶다고 했다.

## 출연작

### TV 드라마

#### MBC
- 1993년 특별기획드라마 《파일럿》 플라이트 미케닉 역
- 1993년 일요아침드라마 《한지붕 세가족》
- 1993년 청춘드라마 《우리들의 천국》
- 1994년 베스트극장 《길거리표 부처님》《하얀 여로》《마지막 전쟁》《붉은 나무의 숲》
- 1994년 미니시리즈 《사랑을 그대 품안에》 ... 강풍호 역
- 1994년 수목드라마 《아들의 여자》 ... 강민욱 역(군입대로 하차)
- 1994년 창사기념 특별기획드라마 《까레이스키》... 윤호준 역
- 1997년 특별기획 미니시리즈 《별은 내 가슴에》 ... 이준희 역
- 1997년 미니시리즈 《영웅반란》 ... 한영웅 역
- 1997년 주말연속극 《그대 그리고 나》 ... 박영규 역
- 1999년 특별기획드라마 《왕초》 ... 거지왕 김춘삼(멸치)역
- 1999년 창사 38주년 특집드라마 《아름다운 서울》 ... 조상철 역
- 2000년 창사 39주년 특별기획 《황금시대》 ... 박광철 역
- 2001년 주말연속극 《그 여자네 집》 ... 장태주 역
- 2003년 《사대명포 (四大名捕会京师) -2004년(30회))》 ... 철수(鐵手) 역(중국,대만 합작)
- 2004년 창사 43주년 특별기획 《영웅시대》 ... 세기그룹 천태산 회장 역
- 2007년 주말특별기획 《하얀거탑》 ... 노민국 역(특별 출연)
- 2011년 월화특별기획 《계백》 ... 무진(계백의 아버지) 역

#### SBS
- 1995년 국군의 날 특집 옴니버스드라마 《삼색우정》 - 나의 하늘에서(공군 편)
- 2000년 드라마스페셜 《불꽃》 ... 최종혁 역
- 2003년 주말특별기획 《완전한 사랑》 ... 박시우 역
- 2005년 드라마스페셜 《홍콩 익스프레스》 ... 최강혁 역
- 2010년 드라마스페셜 《대물》 ... 강태산 역
- 2014년 주말특별기획 《끝없는 사랑》 ... 천태웅 역

#### KBS
- 1995년 KBS2 미니시리즈 《남자 만들기》 ... 박한주 역
- 1996년 KBS2 미니시리즈 《신고합니다》 ... 차성현 일병 역
- 2010년 KBS1 주말 특별기획드라마 《명가》 ... 최국현 역
- 2012년 KBS2 일일시트콤 《선녀가 필요해》 ... 차세주 역
- 2016년 KBS2 주말연속극 《월계수 양복점 신사들》 ... 배삼도 역

#### 타방송사
- 2005년 CCTV 《천약유정 (天若有情)》 ... 계동양(季冬陽) 역
- 2015년 넷플릭스 드라마 《센스8》
- 2015년 JTBC 금토드라마 《디 데이》 ... 구자혁 역
- 2022년 카카오TV 《청와대 사람들》 ... 고한표 역
- 2023년 tvN 《패밀리》 ... 국정원 국장 역

### 영화
- 1995년 《멀고 먼 해후》
- 1996년 《알바트로스》 ... 조경민 소위 역
- 1997년 《차인표와 이휘재의 황색인종》
- 1998년 《짱》 ... 황기풍 역
- 1999년 《닥터 K》 ... 강지민 / 닥터 K 역
- 2002년 《아이언 팜》 ... 아이언 팜 역
- 2003년 《보리울의 여름》 ... 김 스테파노 신부 역
- 2004년 《목포는 항구다》 ... 목포 건달 '백승기' 역
- 2006년 《한반도》 ... 국정원 서기관 '이상현' 역
- 2008년 《크로싱》 ... 김용수 역
- 2009년 《돌멩이의 꿈》 ... 임상현 역
- 2010년 《다트》 ... 성우 2 목소리
- 2012년 《타워》 ... 조 회장 역
- 2013년 《감기》 ... 대통령 역
- 2014년 《마이보이》 ... 도공 역
- 2019년 《옹알스》 (감독, 프로듀서, 편집, 주연)
- 2021년 《차인표》 차인표 역(주연)
- 2023년 《달짝지근해: 7510》 ... 석호 역
- 2025년 《킹 오브 킹스》 ... 본디오 빌라도 역 (목소리)

### 연극
- 1998년 《햄릿》 ... 햄릿 왕자 역(주인공)

### 뮤지컬
- 1998년 《아가씨와 건달들》 ... 스카이 마스터슨 역(주연)

## 연기 외 활동

### 방송

#### MBC
- 1993년 《집중 퀴즈테크》 - 귀신 역
- 1994년 《다시보는 MBC》
- 1994년 《음악이 있는 곳에》 게스트
- 1994년 《토요일 토요일은 즐거워》 토토 특별기획
- 1994년 《토요일 토요일은 즐거워》 차인표 스페셜
- 1994년 《생방송 아침만들기》 송병준의 참새방앗간
- 1994년 《생방송 아침만들기》 사랑을 그대 품안에 팀
- 1994년 《일밤》 금주의 뉴스
- 1994년 《일밤》 이홍렬의 한다면 한다
- 1994년 《김한길과 사람들》
- 1994년 《토요일 토요일은 즐거워》 토토 총출동
- 1994년 《토요일 토요일은 즐거워》 94 상반기 연예계 결산
- 1994년 《토요일 토요일은 즐거워》 토토 게시판
- 1994년 《토요일 토요일은 즐거워》 스타 총출동
- 1994년 《94 우리 농산물 대축제》 영농체험 편
- 1994년 《토요일 토요일은 즐거워》 94 연예인 고소득 베스트10
- 1994년 《TV열린내각》 가정평화법 제정
- 1994년 《우리이웃 짧은이야기》
- 1994년 《대행진 94 새 MBC》
- 1994년 《토요일 토요일은 즐거워》 토토 특종
- 1994년  《다시보는 94MBC》
- 1994년 《MBC 특집다큐멘터리 까레이스키 김희애의 드라마기행》
- 1994년 《토요일 토요일은 즐거워》 94 토토즐을 빛낸 연예인
- 1994년 《94 MBC 방송대상》
- 1994년  《일밤》 94 연예화제
- 1995년  《토요일 토요일은 즐거워》 94 MBC방송대상 퍼레이드
- 1995년  《신 인간시대》 95 앞서가는 한국인
- 1995년  《토요일 토요일은 즐거워》 스타 콩트 퍼레이드
- 1995년 《심리분석 나》 대인관계
- 1995년 《그사람 그후》 차인표 신애라 결혼식
- 1995년 《생방송 아침만들기》 송병준의 참새방앗간
- 1995년 《대전환 21》 통큰이브,간큰 아담
- 1995년 《우정의 무대》 육군 방패부대 헌병단 편
- 1994년 《김한길과 사람들》 정한용 편
- 1995년  《토요일 토요일은 즐거워》 토토 특종
- 1995년 《MBC 특집다큐멘터리 까레이스키는 이렇게 만들어졌다》
- 1995년  《토요일 토요일은 즐거워》 뮤직에세이-황혜영의 세남자 이야기
- 1995년  《토요일 토요일은 즐거워》 토토 연예특급
- 1995년 《이야기쇼 열린아침》 95 연예계 10대 뉴스
- 1997년  《10시! 임성훈입니다》 이재포 편
- 1997년  《생방송 아침이 좋다》 토픽 토픽
- 1997년  《10시! 임성훈입니다》 신애라 편
- 1997년  《10시! 임성훈입니다》 만나고 싶었습니다-박원숙 편
- 1997년  《10시! 임성훈입니다》 만나고 싶었습니다-영웅반란 팀
- 1997년 《김국진의 스타다큐》 아름다운 반란
- 1997년 《생방송 좋은밤입니다》
- 1997년  《생방송 아침이 좋다》 직격인터뷰
- 1997년 《쇼 토요특급》
- 1997년 《테마게임》 겨울클로버
- 1997년 《김국진의 스타다큐》 스타다큐 그후
- 1998년 《생방송 데이트11》
- 1998년 《박상원의 아름다운TV얼굴》
- 1999년 《백지연의 백야》
- 2007년 《공감토크쇼 놀러와》 154회
- 2011년 《휴먼다큐 사랑 - 엄마라는 이름》 - 내레이션
- 2015년 《어게인》

#### SBS
- 1995년 《한밤의 TV연예》 - 상반기 결산
- 1995년 《한밤의 TV연예》
- 1997년 《한밤의 TV연예》 - 초대석
- 1998년 《김혜수 플러스유》
- 1998년 《좋은 아침》
- 1998년 《호기심천국》 - 차인표 박철의 7일간의 식물키우기
- 1998년 《이홍렬쇼》 - 참참참
- 2012년 《힐링캠프 기쁘지 아니한가》 34~35회 - 게스트 〈차인표의 감동편지〉
- 2012년 KNN 《위대한 비행》- 내레이션
- 2013년 《땡큐》
- 2013년 《일요일이 좋다 - 런닝맨》 144회
- 2018년 《집사부일체》
- 2023년 《녹색 아버지회》

#### KBS
- 1997년 《토요일 전원출발》
- 1997년 《꿈의 스튜디오》
- 1997년 《TV는 사랑을 싣고》
- 1997년 《연예가중계》
- 1999년 《파워인터뷰》
- 2002년 KBS2 《차인표의 블랙박스》 MC
- 2007년 KBS1 《환경스페셜》 300회 특집 MC 〈차인표의 역사탐험〉
- 2011년 KBS1 《낭독의 발견》 378회
- 2012년 KBS2 《해피투게더 시즌3》 237회
- 2016년 KBS2 《슈퍼맨이 돌아왔다》 (특별출연)
- 2022년 KBS1 《추석특집 종로 사진관》 진행
- 2023년 KBS2 《옥탑방의 문제아들》

#### 타방송사
- 1998년 iTV 《차인표, 박철의 3일간의 사랑》 MC
- 2020년 TV조선 《킹스맨: 인류를 구하는 인문학》
- 2021년 tvN Story 《불꽃미남》
- 2021년 JTBC 《시고르 경양식》
- 2022년 쿠팡플레이 《SNL 코리아 리부트 시즌 2》
- 2024년 tvN 《유 퀴즈 온 더 블럭》

### 광고
- OB 맥주 버드와이저
- 한솔엠닷컴 M018
- 하나로통신 하나로통신전화(부인 신애라와 함께 출연)
- 삼성전자 지펠
- 기아자동차 오피러스(부인 신애라와 함께 출연)
- 우림건설 루미아트, 필유(부인 신애라와 함께 출연)
- 삼성물산 로가디스(부인 신애라와 함께 출연)
- 삼성물산 위크앤드
- 금강제화 금강제화 상품권(정은아, 금난새, 이보영, 한은정(한다감)과 함께 출연)
- IBK 기업은행(한가인, 윤정희와 함께 출연)
- 알로에마임 (부인 신애라와 함께 출연)
- DSC&G 트리시스
- 애경 블루칩비누(부인 신애라와 함께 출연)
- 오리온 제니스
- LG전자 휘센
- 영림도어
- SK그룹
- 동원F&B 동원참치
- 대성 S라인 콘덴싱
- 신협
- 3H 지압침대 킹
- TS샴푸
- 금성출판사 크니크니(부인 신애라와 함께 출연)
- 인터넷TV-INTVNET
- 아동학대예방 공익캠페인
- "우리 우유 마시기" 캠페인
- 국회의원 선거 캠페인
- 삼성자산운용
- 주택도시보증공사
- JTBC 캠페인
- 글락소스미스클라인 플루아릭스테트라
- 밴티지홀딩스 크로싱
- 영림화학 영림산업 영림임업 영림도어몰딩 영림프라임샤시
- 윌셔샷시
- 종근당 건강 아이클리어
- 에이스바이옴 관절엔 아나파랙틴

### 저서
- 2009년 《잘가요 언덕》(장편소설) ISBN 978-89-522-1103-3
- 2011년 《오늘예보》(장편소설) ISBN 978-89-6574-313-2

## 수상 및 후보
| 연도 | 시상식                                      | 부문                                    | 작품                 | 결과 |
| ---- | ------------------------------------------- | --------------------------------------- | -------------------- | ---- |
| 1994 | 제3회 TV저널 올해의 스타상                  | 탤런트부문 최우수상                     | 사랑을 그대 품안에   | 수상 |
| 1994 | 제3회 TV저널 올해의 스타상                  | 대상                                    | 사랑을 그대 품안에   | 수상 |
| 1994 | MBC 방송대상                                | 남자 신인연기상                         | 사랑을 그대 품안에   | 수상 |
| 1995 | 제31회 백상예술대상                         | TV부문 남자 신인연기상                  | 사랑을 그대 품안에   | 후보 |
| 1995 | 제31회 백상예술대상                         | TV부문 남자 인기상                      | 사랑을 그대 품안에   | 수상 |
| 1996 | KBS 연기대상                                | 특별상                                  | 신고합니다           | 수상 |
| 1997 | MBC 연기대상                                | 남자 우수연기상                         | 그대 그리고 나       | 수상 |
| 1998 | 제34회 백상예술대상                         | TV부문 남자 인기상                      | 그대 그리고 나       | 수상 |
| 1999 | MBC 연기대상                                | 남자 우수연기상                         | 왕초                 | 수상 |
| 1999 | MBC 연기대상                                | 시청자가 뽑는 올해의 탤런트상           | 왕초                 | 후보 |
| 2000 | 제36회 백상예술대상                         | TV부문 남자 최우수연기상                | 왕초                 | 수상 |
| 2000 | SBS 연기대상                                | 남자 최우수연기상                       | 불꽃                 | 후보 |
| 2001 | 제37회 백상예술대상                         | TV부문 남자 최우수연기상                | 불꽃                 | 후보 |
| 2001 | MBC 연기대상                                | 남자 최우수연기상                       | 그 여자네 집         | 수상 |
| 2001 | MBC 연기대상                                | 대상                                    | 그 여자네 집         | 수상 |
| 2002 | 제14회 한국방송프로듀서상                   | 탤런트부문 출연자상                     | 그 여자네 집         | 수상 |
| 2003 | SBS 연기대상                                | 남자 최우수연기상                       | 완전한 사랑          | 수상 |
| 2003 | SBS 연기대상                                | 10대 스타상                             | 완전한 사랑          | 수상 |
| 2004 | MBC 연기대상                                | 남자 최우수연기상                       | 영웅시대             | 후보 |
| 2005 | 환경재단 선정                               | '2005' 세상을 밝게 만든 100인           | 빈칸                 | 수상 |
| 2006 | 제1회 아시아모델시상식                      | 한류스타상                              | 빈칸                 | 수상 |
| 2006 | 대통령 표창 (아동 보호 및 권리 증진에 기여) | 빈칸                                    | 빈칸                 | 수상 |
| 2007 | 제3회 앙드레김 베스트 스타 어워드           | 베스트 드래서상                         | 빈칸                 | 수상 |
| 2008 | 제16회 이천춘사대상영화제                   | 심사위원 특별상                         | 크로싱               | 수상 |
| 2008 | 아산사회복지재단 아산상                     | 특별상                                  | 빈칸                 | 수상 |
| 2009 | 한국최고경영자회의                          | 봉사인부문 대상                         | 빈칸                 | 수상 |
| 2010 | 제4회 포니정 시상식                         | 혁신상                                  | 빈칸                 | 수상 |
| 2010 | 한국사회공헌대상                            | 보건복지부장관 표창 개인부문            | 빈칸                 | 수상 |
| 2010 | KBS 연기대상                                | 특별기획·장편드라마부문 남자 우수연기상 | 명가                 | 후보 |
| 2010 | SBS 연기대상                                | 프로듀서상                              | 대물                 | 수상 |
| 2010 | SBS 연기대상                                | 드라마스페셜부문 남자 우수연기상        | 대물                 | 후보 |
| 2011 | 제1회 이달의 나눔인                         | 보건복지부 장관상                       | 빈칸                 | 수상 |
| 2012 | 제3회 부산국제광고제                        | 국제명예상 국내부문                     | 빈칸                 | 수상 |
| 2013 | 제32회 세종문화상 시상식                    | 국제협력 봉사 부문                      | 빈칸                 | 수상 |
| 2014 | SBS 연기대상                                | 장편드라마부문 남자 특별연기상          | 끝없는 사랑          | 후보 |
| 2016 | KBS 연기대상                                | 남자 최우수연기상                       | 월계수 양복점 신사들 | 후보 |
| 2016 | KBS 연기대상                                | 장편드라마부문 남자 우수연기상          | 월계수 양복점 신사들 | 후보 |
| 2016 | KBS 연기대상                                | 베스트 커플상 (with 라미란)             | 월계수 양복점 신사들 | 수상 |
| 2017 | 제10회 코리아 드라마 어워즈                 | 연기대상                                | 월계수 양복점 신사들 | 후보 |
| 2017 | 제7회 아름다운 예술인상                     | 빈칸                                    | 빈칸                 | 수상 |
| 2018 | MBC 방송연예대상                            | 버라이어티부문 남자 최우수상            | 궁민남편             | 수상 |
| 2023 | SBS 연예대상                                | 에코브리티상                            | 녹색 아버지회        | 수상 |
| 2025 | 제14회 황순원문학상                         | 신진상                                  | 빈칸                 | 수상 |

## 경력
- 2014년 신협사회공헌재단 홍보대사
- 2010년 서울국제도서전 홍보대사
- 2009년 기아차 포르테 하이브리드 LPi 홍보대사
- 2006년 제2회 고양국제어린이영화제 교류협력대사
- 2001년 '한국 방문의 해' 명예 홍보사절